# Floriantv
Unter dem Namen floriantv präsentierten sich vom 1. April 2004 bis 31. Dezember 2008 der Offene Kanal Dortmund als Bürgerfernsehsender und die Redaktionsgruppe do1 – das Unifernsehen. floriantv war der einzige offene Kanal im Dortmunder Kabelnetz, er wurde am 1. Juni 1985 im Rahmen eines Kabelpilotprojekts, als bundesweit zweiter offener Kanal Deutschlands, eröffnet.

## Historie
Der Westdeutsche Rundfunk fungierte, nach der Gründung des offenen Kanals, zunächst als Träger des Projektes, wurde aber im März 1988 durch den Offener Kanal Dortmund e. V. ersetzt. 1995 war der Offene Kanal Dortmund der erste Offene Kanal, der eine eigene Website publizierte. 2004 wurde das TV-Programm in floriantv umbenannt (Kooperation des Vereins Offener Kanal Dortmund e.V. und dem Journalistik-Institut der Uni Dortmund).
Zu Beginn des neuen Jahrtausends änderte der Offene Kanal allmählich sein Profil. Qualifizierung und Ausbildung im dualen und universitären Bereich nahmen immer mehr Raum ein. Enge Kooperationen mit u. a. dem Institut für Journalistik der TU Dortmund, der Deutschen Hörfunkakademie, dem Robert-Bosch-Berufskolleg und der Fachhochschule Gelsenkirchen begleiteten die Umstrukturierung. Parallel zu diesem Prozess bekam der offene Zugangsbereich den Wandel in der Mediennutzung und -produktion der Bürger zu spüren. In den letzten Jahren nahmen die Nutzerzahlen kontinuierlich ab. Aufgrund der Schwerpunktverlagerung konnte der Offene Kanal dem nicht viel entgegensetzen. Von daher konzentrierte er sich im Wesentlichen auf die vorberufliche Orientierung von Jugendlichen (Praktika und Schulprojekte), der Betreuung von festen Produktionsgruppen und der Projektarbeit. 
Nach mehr als 23 Jahren stellte floriantv zum 1. Januar 2009 seinen Sendebetrieb im Dortmunder Kabelnetz ein.
Bereits 2008 kündigte die Landesanstalt für Medien an, dass sie das vorhandene System und die bisherige Förderung des Bürgerfernsehens in Nordrhein-Westfalen grundsätzlich modifizieren will. Mit der Entscheidung der Medienkommission der LfM vom 12. Dezember 2008, das Projekt „Ausbildungs- und Erprobungsfernsehen“ zur TU Dortmund zu vergeben, ist die Umgestaltung der Bürgermedien eingeläutet worden.